# Jane Kenyon
Jane Kenyon (ur. 23 maja 1947 w Ann Arbor w stanie Michigan, zm. 22 kwietnia 1995) – poetka amerykańska. 
Studiowała na University of Michigan. Tam też poznała swojego męża, poetę Donalda Halla. Po ślubie przeniosła się na farmę Eagle Pond. Wydała cztery tomiki poetyckie From Room to Room, The Boat of Quiet Hours, Let Evening Come i Constance. Przełożyła też tom wierszy Anny Achmatowej. Zmarła na białaczkę.